# Liste des circonscriptions législatives des Alpes-Maritimes
La liste des circonscriptions législatives des Alpes-Maritimes a évolué au cours du temps. À sa création en 1860 sous le Second Empire, le département compte deux circonscriptions, avant de passer à quatre à partir de 1876 sous la Troisième République dont deux dans l'arrondissement de Nice et une dans chacun des deux autres arrondissements. En 1902, leur nombre passe à cinq avec la division de l'arrondissement de Grasse en deux circonscriptions, puis à six à partir de 1910 avec la création d'une nouvelle circonscription dans la ville de Nice. Il faut ensuite attendre 1988 pour que le nombre de circonscriptions augmente à nouveau dans le département avec un total de neuf dont cinq dans l'arrondissement de Nice et quatre dans celui de Grasse.
Durant les périodes où la loi  prévoyait l'élection des députés au niveau départemental sauf dans les quelques départements les plus peuplés qui faisaient l'objet d'une division en circonscriptions, les Alpes-Maritimes n'ont pas fait partie de ces départements et formaient donc une circonscription unique.
Le redécoupage électoral de 2010, en vigueur à partir des élections législatives de 2012 conserve à neuf le nombre de circonscriptions pour le département, mais modifie sensiblement leurs limites, notamment à Nice qui perd une circonscription au profit d'une nouvelle deuxième circonscription des Alpes-Maritimes située dans les arrière-pays grassois et niçois, à cheval sur les deux arrondissements.

## Circonscriptions de 1860 à 1870
Après l'annexion du comté de Nice à la France en 1860, le nouveau département des Alpes-Maritimes est divisé en deux circonscriptions. Le décret impérial du 14 novembre 1860 crée en effet une circonscription regroupant les arrondissements de Nice et de Puget-Théniers. Elle est pourvue d'un député lors de l'élection législative partielle des 9 et 10 décembre 1860. L'autre circonscription, qui existait déjà sous le nom de première circonscription du Var, et qui regroupe l'arrondissement de Grasse et d'autres cantons restés attachés au département du Var, est inchangée jusqu'à la fin de la IIe législature du Second Empire en mai 1863.
| Circonscription                      | Cantons | Élections        |
| ------------------------------------ | --- | ---------------- |
| 1re des Alpes-Maritimes              | Breil, Contes, L'Escarène, Guillaumes, Levens, Menton, Nice-Est, Nice-Ouest, Puget-Théniers, Roquesteron, Saint-Étienne, Saint-Martin-Lantosque, Saint-Sauveur, Sospel, Utelle, Villars et Villefranche | 1860 (partielle) |
| 2e des Alpes-Maritimes ou 1re du Var | Antibes, Le Bar, Cannes, Coursegoules, Grasse, Saint-Auban, Saint-Vallier, Vence, et cantons du Var faisant partie de la 1re circonscription du Var                                                     | 1857             |

À partir de 1863, les cantons de Guillaumes, Puget-Théniers et Roquesteron sont retirés de la première circonscription pour intégrer la deuxième circonscription,.
| Circonscription | Cantons | Élections |
| --------------- | --- | --------- |
| 1re             | Breil, Contes, L'Escarène, Levens, Menton, Nice-Est, Nice-Ouest, Saint-Étienne, Saint-Martin-Lantosque, Saint-Sauveur, Sospel, Utelle, Villars et Villefranche | 1863      |
| 2e              | Antibes, Le Bar, Cannes, Coursegoules, Grasse, Guillaumes, Puget-Théniers, Roquesteron, Saint-Auban, Saint-Vallier et Vence                                    | 1863      |

À partir de 1869, le canton de Villars est retiré de la première circonscription pour intégrer la deuxième circonscription.
| Circonscription | Cantons | Élections |
| --------------- | --- | --------- |
| 1re             | Breil, Contes, L'Escarène, Levens, Menton, Nice-Est, Nice-Ouest, Saint-Étienne, Saint-Martin-Lantosque, Saint-Sauveur, Sospel, Utelle et Villefranche | 1869      |
| 2e              | Antibes, Le Bar, Cannes, Coursegoules, Grasse, Guillaumes, Puget-Théniers, Roquesteron, Saint-Auban, Saint-Vallier, Vence et Villars                  | 1869      |

## Circonscriptions de 1876 à 1940
Les premières élections législatives de la Troisième République en 1871 ont lieu selon un scrutin majoritaire au niveau départemental. Les Alpes-Maritimes constituent ainsi une seule et même circonscription. À partir de la Ire législature de la Troisième République, qui débute en mars 1876, le scrutin d'arrondissement est utilisé. Les arrondissements servent ainsi à définir les circonscriptions législatives. Le département des Alpes-Maritimes est alors divisé en trois arrondissements : Nice, Grasse et Puget-Théniers.
La loi organique du 30 novembre 1875 instaure en effet l'élection des députés au scrutin uninominal par arrondissement, avec un découpage des arrondissements supérieurs à 100 000 habitants en plusieurs circonscriptions : une par tranche de 100 000 habitants ou « ou fraction de cent mille habitants ». Elle donne ainsi lieu au redécoupage électoral de 1875 qui attribue quatre sièges aux Alpes-Maritimes dont deux pour l'arrondissement de Nice qui se trouve donc découpé en deux circonscriptions. La loi 16 juin 1885 supprime l'élection des députés par arrondissement au profit d'un scrutin de liste au niveau départemental. La loi du 13 février 1889 rétablit l'élection des députés au niveau des arrondissements, selon les mêmes principes que la loi de 1875. Elle donne lieu au redécoupage électoral de 1889 qui, pour les Alpes-Maritimes, ne diffère pas de celui de 1875.
| Circonscription | Cantons                                                                                         | Élections                          |
| --------------- | ----------------------------------------------------------------------------------------------- | ---------------------------------- |
| 1re de Nice     | Nice-Est et Nice-Ouest                                                                          | 1876, 1877, 1881, 1889, 1893, 1898 |
| 2e de Nice      | Breil, Contes, L'Escarène, Levens, Menton, Saint-Martin-Vésubie, Sospel, Utelle et Villefranche | 1876, 1877, 1881, 1889, 1893, 1898 |
| Puget-Théniers  | Guillaumes, Puget-Théniers, Roquestéron, Saint-Étienne-de-Tinée, Saint-Sauveur et Villars       | 1876, 1877, 1881, 1889, 1893, 1898 |
| Grasse          | Antibes, Le Bar, Cannes, Cagnes, Coursegoules, Grasse, Saint-Auban, Saint-Vallier et Vence      | 1876, 1877, 1881, 1889, 1893, 1898 |

À partir de 1902, l'arrondissement de Grasse est découpé en deux circonscriptions.
| Circonscription | Cantons | Élections  |
| --------------- | --- | ---------- |
| 1re de Nice     | Nice-Est et Nice-Ouest                                                                                         | 1902, 1906 |
| 2e de Nice      | Breil, Contes, L'Escarène, Levens, Menton, Roquebillière, Saint-Martin-Vésubie, Sospel, Utelle et Villefranche | 1902, 1906 |
| Puget-Théniers  | Guillaumes, Puget-Théniers, Roquestéron, Saint-Étienne-de-Tinée, Saint-Sauveur et Villars                      | 1902, 1906 |
| 1re de Grasse   | Le Bar, Cagnes, Coursegoules, Grasse, Saint-Auban, Saint-Vallier et Vence                                      | 1902, 1906 |
| 2e de Grasse    | Antibes et Cannes                                                                                              | 1902, 1906 |

À partir de 1910, l'arrondissement de Nice est découpé en trois circonscriptions par division de la ville de Nice en deux circonscriptions au lieu d'une seule.
| Circonscription | Cantons | Élections  |
| --------------- | --- | ---------- |
| 1re de Nice     | Nice-Ouest | 1910, 1914 |
| 2e de Nice      | Nice-Est | 1910, 1914 |
| 3e de Nice      | Breil, Contes, L'Escarène, Levens, Menton, Roquebillière, Saint-Martin-Vésubie, Sospel, Utelle et Villefranche | 1910, 1914 |
| Puget-Théniers  | Guillaumes, Puget-Théniers, Roquestéron, Saint-Étienne-de-Tinée, Saint-Sauveur et Villars                      | 1910, 1914 |
| 1re de Grasse   | Le Bar, Cagnes, Coursegoules, Grasse, Saint-Auban, Saint-Vallier et Vence                                      | 1910, 1914 |
| 2e de Grasse    | Antibes et Cannes                                                                                              | 1910, 1914 |

La loi du 12 juillet 1919 supprime les circonscriptions dans les départements où le nombre de députés est égal ou inférieur à six ce qui est le cas des Alpes-Maritimes. La loi du 21 juillet 1927 réintroduit les circonscriptions basées sur les arrondissements et donne lieu au redécoupage électoral de 1927 qui entre en vigueur aux élections législatives de 1928. L'arrondissement de Puget-Théniers a été supprimé en 1926 et intégré à l'arrondissement de Nice.
| Circonscription | Cantons | Élections         |
| --------------- | --- | ----------------- |
| 1re de Nice     | Nice-4 | 1928, 1932, 1936, |
| 2e de Nice      | Nice-3, Guillaumes, Levens, Puget-Théniers, Roquestéron, Saint-Étienne-de-Tinée, Saint-Sauveur et Villars          | 1928, 1932, 1936, |
| 3e de Nice      | Nice-1 et Nice-2                                                                                                   | 1928, 1932, 1936, |
| 4e de Nice      | Beausoleil, Breil, Contes, L'Escarène, Menton, Roquebillière, Saint-Martin-Vésubie, Sospel, Utelle et Villefranche | 1928, 1932, 1936, |
| 1re de Grasse   | Le Bar, Cagnes, Coursegoules, Grasse, Saint-Auban, Saint-Vallier et Vence                                          | 1928, 1932, 1936, |
| 2e de Grasse    | Antibes et Cannes                                                                                                  | 1928, 1932, 1936, |

Par la suite, les élections constituantes de 1945, celles de 1946 et les élections législatives de la Quatrième République ont lieu au niveau départemental en ce qui concerne les Alpes-Maritimes. Ceux-ci constituent ainsi une seule et même circonscription.

## Circonscriptions de 1958 à 1986

Carte des circonscriptions législatives du département des Alpes-Maritimes, France (découpage de 1958, en vigueur de 1958 à 1986).
Première circonscription
Deuxième circonscription
Troisième circonscription
Quatrième circonscription
Cinquième circonscription
Sixième circonscription

À compter de la première législature de la Cinquième République, le département des Alpes-Maritimes est divisé en six circonscriptions selon le redécoupage électoral de 1958. Celui-ci est basé sur le découpage des cantons des Alpes-Maritimes alors en vigueur et dont la dernière modification date du décret du 21 octobre 1957.
| Circonscription | Cantons | Élections                                |
| --------------- | --- | ---------------------------------------- |
| 1e              | Nice-1, Nice-2 et Nice-3. | 1958, 1962, 1967, 1968, 1973, 1978, 1981 |
| 2e              | Nice-4 et Nice-5. | 1958, 1962, 1967, 1968, 1973, 1978, 1981 |
| 3e              | Nice-6, Guillaumes, Levens, Puget-Théniers, Roquestéron, Saint-Étienne-de-Tinée, Saint-Sauveur-sur-Tinée et Villars-sur-Var         | 1958, 1962, 1967, 1968, 1973, 1978, 1981 |
| 4e              | Beausoleil, Breil-sur-Roya, Contes, L'Escarène, Lantosque, Menton, Roquebillière, Saint-Martin-Vésubie, Sospel, Tende, Villefranche | 1958, 1962, 1967, 1968, 1973, 1978, 1981 |
| 5e              | Antibes et Cannes | 1958, 1962, 1967, 1968, 1973, 1978, 1981 |
| 6e              | Le Bar-sur-Loup, Cagnes-sur-Mer, Le Cannet, Coursegoules, Grasse, Saint-Auban, Saint-Vallier-de-Thiey et Vence                      | 1958, 1962, 1967, 1968, 1973, 1978, 1981 |

## Circonscriptions de 1988 à 2012

Carte des circonscriptions en vigueur de 1988 à 2012
Première circonscription
Deuxième circonscription
Troisième circonscription
Quatrième circonscription
Cinquième circonscription
Sixième circonscription
Septième circonscription
Huitième circonscription
Neuvième circonscription

Les élections législatives de mars 1986 ont lieu selon un scrutin proportionnel au niveau départemental. Les Alpes-Maritimes constituent ainsi une seule et même circonscription.
Le redécoupage électoral de novembre 1986 instaure neuf circonscriptions législatives pour les Alpes-Maritimes : cinq dans l'arrondissement de Nice et quatre dans l'arrondissement de Grasse. Ce redécoupage législatif est basé sur le découpage des cantons des Alpes-Maritimes en vigueur alors et dont la dernière modification date du décret du 31 janvier 1985.
| Circonscription | Cantons | Élections                    |
| --------------- | --- | ---------------------------- |
| 1e              | Nice-1, Nice-2, Nice-3, Nice-12 | 1988, 1993, 1997, 2002, 2007 |
| 2e              | Nice-4, Nice-5, Nice-6, Nice-7 | 1988, 1993, 1997, 2002, 2007 |
| 3e              | Nice-8, Nice-10, Nice-11, Nice-13 | 1988, 1993, 1997, 2002, 2007 |
| 4e              | Beausoleil, Breil-sur-Roya, L'Escarène, Menton-Est, Menton-Ouest, Sospel, Tende, Villefranche-sur-Mer                                                                                      | 1988, 1993, 1997, 2002, 2007 |
| 5e              | Contes, Guillaumes, Lantosque, Levens, Nice-9, Nice-14, Puget-Théniers, Roquebillière, Roquestéron, Saint-Étienne-de-Tinée, Saint-Martin-Vésubie, Saint-Sauveur-sur-Tinée, Villars-sur-Var | 1988, 1993, 1997, 2002, 2007 |
| 6e              | Cagnes-sur-Mer-Centre, Cagnes-sur-Mer-Ouest, Carros, Coursegoules, Saint-Laurent-du-Var-Cagnes-sur-Mer-Est, Vence                                                                          | 1988, 1993, 1997, 2002, 2007 |
| 7e              | Antibes-Biot, Antibes-Centre, Le Bar-sur-Loup, Vallauris-Antibes-Ouest | 1988, 1993, 1997, 2002, 2007 |
| 8e              | Cannes-Centre, Cannes-Est, Mandelieu-Cannes-Ouest | 1988, 1993, 1997, 2002, 2007 |
| 9e              | Le Cannet, Grasse-Nord, Grasse-Sud, Mougins, Saint-Auban, Saint-Vallier-de-Thiey | 1988, 1993, 1997, 2002, 2007 |

## Circonscriptions à partir de 2012

Carte des circonscriptions en vigueur à partir de 2012 (sur la base de la carte cantonale en vigueur avant le redécoupage cantonal de 2014).
Première circonscription
Deuxième circonscription
Troisième circonscription
Quatrième circonscription
Cinquième circonscription
Sixième circonscription
Septième circonscription
Huitième circonscription
Neuvième circonscription

À l'initiative du gouvernement, les circonscriptions législatives ont été redécoupées en 2010 afin de tenir compte de l'évolution démographique. Dans les Alpes-Maritimes, le nombre de circonscriptions n'a pas évolué, mais leurs limites ont été modifiées,. La nouvelle composition cantonale des circonscriptions est indiquée dans l'ordonnance no 2009-935 du 29 juillet 2009, validée par le Parlement le 21 janvier 2010.
La principale modification concerne la deuxième circonscription. Celle qui était surnommée la « circonscription du maire » car plusieurs maires de Nice s'y sont fait élire députés, disparaît au profit d'une nouvelle deuxième circonscription située dans les arrière-pays grassois et niçois, à cheval sur les deux arrondissements du département. La ville de Nice perd donc une circonscription législative. Les cantons de l'ancienne deuxième circonscription sont répartis entre la première au sud et la troisième au nord.
Ce nouveau découpage fait apparaître un cas particulier : la septième et la huitième circonscription se partagent le canton de Vallauris-Antibes-Ouest. La septième inclut la partie antiboise du canton ainsi que la partie de la commune de Vallauris comprise « au sud d'une ligne définie, à partir de la limite de la commune de Cannes, par l'axe des voies ci-après : le boulevard de la Batterie, le boulevard Grandjean, le boulevard des Glaïeuls, le boulevard des Horizons, l'avenue Georges-Clemenceau, la montée des Mauruches, le chemin Lintier, le chemin des Clos, le chemin de Notre-Dame, le chemin du Devens puis une ligne continuant l'axe du chemin du Devens jusqu'à la limite de la commune d'Antibes ». La huitième circonscription inclut le reste du canton, à savoir la partie de Vallauris située au nord de la ligne définie précédemment.
| Circonscription | Cantons | Élections              |
| --------------- | --- | ---------------------- |
| 1re             | Nice-1, Nice-2, Nice-3, Nice-4, Nice-8, Nice-12                                                                                         | 2012, 2017, 2022, 2024 |
| 2e              | Carros, Coursegoules, Guillaumes, Grasse-Nord, Puget-Théniers, Roquesteron, Saint-Auban, Saint-Vallier-de-Thiey, Vence, Villars-sur-Var | 2012, 2017, 2022, 2024 |
| 3e              | Nice-5, Nice-6, Nice-7, Nice-11, Nice-13                                                                                                | 2012, 2017, 2022, 2024 |
| 4e              | Beausoleil, Breil-sur-Roya, Contes, L'Escarène, Menton-Est, Menton-Ouest, Sospel, Tende, Villefranche-sur-Mer                           | 2012, 2017, 2022, 2024 |
| 5e              | Lantosque, Levens, Nice-9, Nice-10, Nice-14, Roquebillière, Saint-Étienne-de-Tinée, Saint-Martin-Vésubie, Saint-Sauveur-sur-Tinée       | 2012, 2017, 2022, 2024 |
| 6e              | Cagnes-sur-Mer-Centre, Cagnes-sur-Mer-Ouest, Saint-Laurent-du-Var-Cagnes-sur-Mer-Est                                                    | 2012, 2017, 2022, 2024 |
| 7e              | Antibes-Biot, Antibes-Centre, Le Bar-sur-Loup, Vallauris-Antibes-Ouest (partie)                                                         | 2012, 2017, 2022, 2024 |
| 8e              | Cannes-Centre, Cannes-Est, Mandelieu-Cannes-Ouest, Vallauris-Antibes-Ouest (partie)                                                     | 2012, 2017, 2022, 2024 |
| 9e              | Le Cannet, Grasse-Sud, Mougins | 2012, 2017, 2022, 2024 |

À la suite du redécoupage des cantons de 2014, les circonscriptions législatives ne sont plus composées de cantons entiers mais continuent à être définies selon les limites cantonales en vigueur en 2010. Les circonscriptions sont ainsi composées des cantons actuels suivants :
| Circonscription | Cantons |
| --------------- | --- |
| 1re             | partie de Nice-1 (quartiers Baumettes, Grosso, bas-Gambetta, Musiciens, Carré d'or, Saint-Philippe), partie de Nice-4 (quartier Le Piol), partie de Nice-5, partie de Nice-6 (quartiers Lépante/Raimbaldi, Pauliani, Carabacel, Dubouchage, Wilson et Notre-Dame), partie de Nice-7 (quartier Bon-Voyage), partie de Nice-8 (sans quartier Lyautey), Nice-9 |
| 2e              | partie de Cagnes-sur-Mer-2 (commune de La Gaude), Grasse-1, partie de Grasse-2 (partie de la commune de Grasse), partie de Nice-3 (communes de Carros, Le Broc et Gattières), partie de Valbonne (communes de Cipières et de Gréolières), Vence |
| 3e              | partie de Nice-4 (quartiers Pessicart, Mantega, Las Planas, Saint-Sylvestre, Le Ray), partie de Nice-5, partie de Nice-6 (quartiers Rimiez, Cimiez, Cap de Croix, Gairaut), partie de Nice-7 (sans quartier Bon-Voyage), partie de Nice-8 (quartier Lyautey), partie de Tourrette-Levens (commune de Falicon)                                               |
| 4e              | Beausoleil, Contes, Menton |
| 5e              | partie de Nice-1 (quartiers Madeleine-Inférieure, Magnan et La Bornala), Nice-2, partie de Nice-3 (sans communes de Carros, Le Broc et Gattières), partie de Nice-4 (quartiers Madeleine-Supérieure, Costière, Estienne-d'Orves, Saint-Pierre-de-Féric), partie de Tourrette-Levens (sans commune de Falicon)                                               |
| 6e              | Cagnes-sur-Mer-1, partie de Cagnes-sur-Mer-2 (communes de Cagnes-sur-Mer et Saint-Laurent-du-Var), partie de Villeneuve-Loubet (communes de La Colle-sur-Loup, Saint-Paul-de-Vence et Villeneuve-Loubet) |
| 7e              | partie d'Antibes-1 (partie de la commune d'Antibes et partie sud de la commune de Vallauris), Antibes-2, Antibes-3, partie de Valbonne (sans communes de Cipières et Gréolières), partie de Villeneuve Loubet (commune de Roquefort-les-Pins) |
| 8e              | partie d'Antibes-1 (partie nord de la commune de Vallauris), partie de Cannes-1 (partie de la commune de Cannes), Cannes-2, partie de Mandelieu-la-Napoule (communes de Mandelieu-la-Napoule et Théoule-sur-Mer) |
| 9e              | partie de Cannes-1 (commune du Cannet), partie de Grasse-2 (commune de Mouans-Sartoux et partie de la commune de Grasse), Le Cannet, partie de Mandelieu-la-Napoule (communes d'Auribeau-sur-Siagne, Pégomas et La Roquette-sur-Siagne) |

### Représentations actuelles
Pour la XVIIe législature : 
| Circ. |  | Député               | Parti | Groupe       | Autres mandats                                                                    | Suppléant           |
| ----- |  | -------------------- | ----- | ------------ | --------------------------------------------------------------------------------- | ------------------- |
| 1re   |  | Éric Ciotti          | UDR   | AD! puis UDR | Conseiller départemental des Alpes-Maritimes                                      | Patrick Baqué       |
| 2e    |  | Lionel Tivoli        | RN    | RN           | Conseiller régional de Provence-Alpes-Côte d'Azur                                 | Andréa Orabona      |
| 3e    |  | Bernard Chaix        | UDR   | AD! puis UDR | Conseiller départemental des Alpes-Maritimes                                      | Jean-Pierre Lafitte |
| 4e    |  | Alexandra Masson     | RN    | RN           | Conseillère régionale de Provence-Alpes-Côte d'Azur                               | Gabriel Tomatis     |
| 5e    |  | Christelle D'Intorni | UDR   | AD! puis UDR | Conseillère municipale de Rimplas, conseillère départementale des Alpes-Maritimes | Matthieu Thaon      |
| 6e    |  | Bryan Masson         | RN    | RN           | Conseiller régional de Provence-Alpes-Côte d'Azur                                 | Cyril Tribuiani     |
| 7e    |  | Éric Pauget          | LR    | DR           | Conseiller municipal d'Antibes                                                    | Alexia Missana      |
| 8e    |  | Alexandra Martin     | LR-NÉ | DR           | Conseillère départementale des Alpes-Maritimes                                    | David Lisnard       |
| 9e    |  | Michèle Tabarot      | LR    | DR           | Conseillère municipale du Cannet                                                  | Jérôme Viaud        |